# Norman (film)
 (juillet 2025).
Pour les articles homonymes, voir Norman.
Pour plus de détails, voir Fiche technique et Distribution.
Norman est un court métrage d'animation belge réalisé par Robbe Vervaeke, sorti en 2012.
Il remporte le Prix Jean-Luc Xiberras de la première œuvre lors du festival d'Annecy 2013.

## Synopsis
Norman est maniaque, il ne peut s'empêcher de remarquer les moindres détails et habitudes. Il se retrouve alors dans sa nervosité et son angoisse, seul en train d'errer dans la ville.

## Fiche technique
- Titre original : Norman
- Réalisation : Robbe Vervaeke
- Scénario : Robbe Vervaeke
- Musique : Ruben Degheselle
- Animation : Robbe Vervaeke
- Montage : Rob Breyne
- Producteur : Barend Wayens et Leen Derveaux
- Production : Majority Flemish et Cinnamon Entertainment Belgium
- Pays d'origine :  Belgique
- Durée : 10 minutes
- Date de sortie : 
  - Belgique : 11 avril 2012
  - France : 10 juin 2013

## Récompenses et distinctions
Lors de l'édition 2013 du festival international du film d'animation d'Annecy, le film reçoit la mention pour un premier film.